# Heribert Leuchter
Heribert Leuchter (* 1954 in Aachen) ist ein deutscher Jazzmusiker (Sopran-, Alt- und Baritonsaxophon), Bandleader und Komponist.

## Leben
Leuchter studierte von 1972 bis 1978 Maschinenbau mit dem Abschluss Diplomingenieur an der RWTH Aachen, bevor er von 1979 bis 1984 an der Musikhochschule Rheinland Saxophon studierte. 1980 absolvierte er einen Studienaufenthalt am Berklee College of Music in Boston.
Seit 1982 ist er als freischaffender Musiker, Komponist, Arrangeur, Bandleader, Film-, Fernseh- und Bühnenmusikproduzent tätig sowie als musikalischer Leiter in diversen Theaterproduktionen, z. B. Linie 1, Regie: Stefan Huber, Theater Aachen 1989. Mit dem Kabarettisten und Textautor Wendelin Rader verfasst er zwei Bühnenwerke: die Rock-Pop-Oper Der Fuchs nach Goethes Reinike Fuchs und das Kammermusical Keimende Triebe.
Leuchter ist der Gründer diverser Ensembles, darunter das großformatige LUX-Orchester (unter anderen mit Ludwig Nuss, Jürgen Sturm, Karl Farrent, Marc Godfroid, Pinguin Moschner) und das Heribert Leuchter Trio mit Gero Körner (Orgel) und Stefan Kremer (Schlagzeug). Er ist Mitglied des Aachener Art'n Schutz Orchesters. Mit dem (nicht-verwandten) Musiker Manfred Leuchter arbeitete er zwischen 1999 und 2007 zusammen. Zusammen mit dem Organisten Lutz Felbick bildet er das Duo JATO („Jazz at the Organ“).
Ein Schwerpunkt seiner kompositorischen Arbeit liegt auf dem Zusammenwirken von eigens komponierter, zumeist jazzaffiner Musik mit darstellender Kunst wie Tanz, Schauspiel oder Textdarbietungen.
Unter dem Titel „Neue Lieder für den verdorbenen Menschen“ entstand 1991 in Kooperation mit der Jazzredaktion des WDR ein 13-teiliges, zyklisches Werk als Kammer-Jazz-Oper für zwei Frauenstimmen und erweitertes Jazzorchester. Das Libretto stammt von Leuchter selbst, die Gesangstexte von Sylvie Schenk, Wendelin Rader und Dieter Hans. Als Gesangsprotagonistinnen treten Helen Vita als Weise Frau und die Altistin Ruth Sandhoff als Digit im Wechsel auf und künden in fiktionalen Räumen der Vergangenheit und fernen Zukunft von einer ersehnt besseren Welt. Mitwirkende der Studioaufnahmen mit dem LUX-Orchester im GAM Studio von Pierre Piront, Belgien, sind neben Leuchter selbst: Karl Farrent, Trpt; Matthias Erlewein, Saxophone; Marc Godfroid, Ludwig Nuss und Ingo Luis, Posaunen; Heinz Hox, Akkordeon; Jürgen L. Sturm und Jürgen Müller, Gitarre; Stefan Rademacher, Bass; Roland Peil, Perkussion, und Herbert Bings, Schlagzeug.
Der mit Leuchter befreundete Maler Eric Peters schuf 1993 ein großformatiges Ölbild mit gleichnamigem Titel. Als sogenanntes Multiple wurde eine nummerierte Sonderausgabe der CD Neue Lieder für den verdorbenen Menschen zusammen mit handsignierten Original-Kunstdrucken des Ölgemäldes von Peters in einer limitierten Auflage von 250 Stück herausgegeben. Die szenische Uraufführung des Werkes wurde am 18. Mai 1994 am Theater Aachen unter der Regie von Intendant Elmar Ottenthal realisiert.
Im Text-Musik-Spektakel „Stadtgesichter“ für Stimme, gemischtes Jazzensemble und Presslufthammer verband Leuchter seine Kompositionen mit Lyrik und Songtexten der Autoren Hermann-Josef Schüren, Norbert Stöbe, Franziska Kusch und Dirk Schulte. Uraufführung war am 20. Juni 1997 im Foyer Rouge des Theater K, Aachen, mit Heribert Leuchter, Saxophone, Anirahtak und Dirk Schulte, Stimme, Jürgen L. Sturm, Gitarre, und Lothar Galle-Merkel, Bass.
In Zusammenarbeit mit dem Theater K, Aachen, entstand 1999 das TanzTheaterMusikSzenario „Das Echo“, welches open air im Rahmen des Aachener Kultursommer im Rosengarten des Stadtparks aufgeführt wurde; mit Annette Schmidt, Gesang, Rezitation, Regie, Simone el Mellouki und Peter Weiss, Tanz, Ensemble des Theater K. und anderen.
Für die Weltausstellung Expo 2000 in Hannover und die Deutsche Bischofskonferenz verfasste Leuchter den Text-Musik-Zyklus „KlangWeltReligion“, den er mit dem LUX-Orchester und Sängerin Kate Westbrook vielfach im Christuspavillon aufführt und der als „archaisch und zeitgenössisch zugleich“ gewürdigt wurde.
Im Rahmen des Rheinischen Musikfestes des WDR entstand 2002 des Musikszenario Reich durch A.R.M. in memoriam Alfred Richard Meyer alias Munkepunke für fünf Schauspieler (Theater K, Aachen), Sängerin (Kate Westbrook) und LUX-Orchester.
Unter dem Titel Dichterknöpfe entwickelte Leuchter zusammen mit der Schauspielerin und Regisseurin Annette Schmidt eine Hommage an die Lyrikerin Sarah Kirsch. Mit Gedichten und Geschichten von Sarah Kirsch, Songs und Original-Musiken bestreiten Schmidt und Leuchter am 23. April 2010 zusammen mit der Schauspielerin Anush Manukian und Bassist/Bratschist Uwe Böttcher die Uraufführung im Ludwig Forum für internationale Kunst in Aachen.
Anlässlich der 1200-Jahr-Feier zu Charlemagne stellte Leuchter im Auftrag der Gesellschaft für Zeitgenössische Musik Aachen einen Beitrag zum künstlerischen Rahmenprogramm beim Karlsfest 2014 der Stadt Aachen her. Das Oratorium Der lange Atem – 1200 Jahre nach Karl für gemischten Chor, Gregorianische Männerschola, Sologesang, Orgel und Saxophon wurde am 14. Mai 2014 im Hohen Dom zu Aachen uraufgeführt und in der Propsteikirche St. Kornelius, Kornelimünster, am 12. November 2014 wiederaufgeführt.
Für das Multivisionsspektakel Dom im Licht am 3. November 2017 mit Außenprojektionen auf die Domfassade und Live-Musik entwickelte Leuchter auf der Basis früherer künstlerischer Ideen (Oratorium Der Lange Atem u. ä.) ein vergleichbares Besetzungkonzept. Dieses Programm konnte ein 4000-köpfiges Publikum auf dem angrenzenden Katschhof live miterleben.
Seit 2017 präsentiert Leuchter zusammen mit der französisch-deutschen Schriftstellerin Sylvie Schenk ein eigenständiges Format von Textkonzerten mit Lesungen mit speziell komponierter Live-Musik. Textkonzerte zu den Romanen Schnell dein Leben und Eine gewöhnliche Familie fanden im deutschsprachigen Raum und in Frankreich statt, z. B. im Programm der Badenweiler Literaturtage 2019. 2020 erschien die CD Liliputherz mit Auszügen und Bearbeitungen aus Sylvie Schenks Lyriksammlung Der Gesang des Kobolds.
Leuchter betreibt seit 1991 das eigene Plattenlabel LUXaries Records.

## Trivia
Gemeinsam mit dem HNO-Facharzt Stefan Warmke und dem Musikproduzenten Jürgen Müller entwickelte Leuchter eine Methode zur Behandlung von Tinnitus-Leiden. Über das Hören eigens komponierter Musik mit individualisierter Frequenznote der jeweiligen Patienten – so der Ansatz im sogenannten Masking-Verfahren – sollen deren Beschwerden gelindert werden.

## Preise und Auszeichnungen
- 1988 Adolf-Grimme-Preis in Gold für die Mitwirkung an der Sendung mit der Maus
- 1996 Bronzener Kompass für die Musik zum Beitrag “Basel” Internationale Tourismus-Börse Berlin ITB, Kat. Touristischer Werbefilm, Produzent: AIXPRESS
- 1997 Goldene Kamera (Hör Zu) für die Mitwirkung an der Sendung mit der Maus, Produzent: WDR
- 2002 Erster Preisträger des Aachener Musikpreises, Gesellschaft für Zeitgenössische Musik Aachen e. V.
- 2002 Goldene Schallplatte für die Mitwirkung am Sampler: „Gute-Nacht-Geschichten und Lieder mit der Maus“ Produzent: WDR, Sendung mit der Maus; Universal
- 2004 The New York Festival, in der Kategorie Children’s Programs Bronze World Medal für den Beitrag „Fast ein Gebet“, Sendung mit der Maus

## Diskographie (Auswahl)
- 1993: Neue Lieder für den verdorbenen Menschen, mit LUX-Orchester und Helen Vita, LUXaries Rec.
- 1993: Klavier & Saxophon, mit Duo Heidtmann Leuchter, LUXaries Rec.
- 1997: zufällig Absicht, mit Petra Welteroth, LUXaries Rec.
- 1998: I mean U, mit Duo Heidtmann Leuchter, LUXaries Rec.
- 2000: Sparito, mit Manfred Leuchter Band, LUXaries Rec.
- 2001: Arabesque, mit Manfred Leuchter Band, LUXaries Rec.
- 2003: Nomade, mit Manfred Leuchter Band, LUXaries Rec.
- 2004: live-Doppel-CD space mit Manfred Leuchter Band, LUXaries Rec.
- 2006: Reset, mit Heribert Leuchter Trio, featuring Kate Westbrook, mit Stefan Kremer, Drums und Gero Körner, Hammond B3 Orgel, LUXaries Rec.
- 2007: Zina, mit Manfred Leuchter Band, LUXaries Rec.
- 2009: nah dran, mit Petra Welteroth, LUXaries Rec.
- 2010: Sounds of Science, mit Christoph Titz, Marotymusic.
- 2013: Windladen, JATO (Heribert Leuchter, Saxophone; Lutz Felbick, Orgel), LUXaries Rec.
- 2014: Both Sides Now, mit Samuel Schürmann und Swing.it, EP, LUXaries Rec.
- 2014: K. O. Götz zum 100sten, mit Gedichten von K. O. Götz, LUXaries Rec.
- 2014: The Singer mit Samuel Schürmann und Swing.it, LUXaries Rec.
- 2015: Art´n Schutz Orchester, mit Anirahtak, Jürgen Sturm, Christoph Titz, u. a., LUXaries Rec.
- 2020: Liliputherz, mit Annette Schmidt und Sara Decker, Gesang und Rezitation, LUXaries Rec.
- 2022: KlangWeltReligion, mit Kate Westbrook
- 2023: Jazz Deluxe – live im Theater Aachen, mit Kate Westbrook, LUXaries records

## Produktionen (Auswahl)
- 1993 ff: Lesungen mit Musik, ab 2017 „Textkonzerte“ mit der Romanautorin Sylvie Schenk
- 1994: Szenisch-konzertante Aufführung des Liederzyklus Neue Lieder für den verdorbenen Menschen (UA) am Theater Aachen mit Gastsolistin Kate Westbrook
- 1994 ff.: Die Perlen, Modern Jazz-Quartett
- 1995 ff: Chansonprogramm mit Petra Welteroth
- 1997: Uraufführung „Stadtgesichter“, Text-Musik-Spektakel mit Dirk Schulte, Anirahtak, Jürgen Sturm, Hermann-Josef Schüren, Norbert Stöbe[5]
- 1999: Uraufführung TanzTheaterMusik-Szenario„Das Echo“ mit Theater K, Aachen
- 2000: Konzertserie „KlangWeltReligion“ auf der EXPO 2000 mit LUX-Orchester und Kate Westbrook als Auftragsarbeit der Deutschen Bischofskonferenz; mit u. a. Albrecht Maurer, Stefan Rademacher, Arup sen Gupta[6]
- 2002: Uraufführung Reich durch A.R.M., Musikszenario für 5 Schauspieler, Sängerin und LUX-Orchester, Rheinisches Musikfest WDR.[7]
- 2002 ff: Konzertreisen mit der Manfred Leuchter Band für das Goethe-Institut Internationes durch Indien, Rumänien, Griechenland, Litauen, Marokko
- 2010 ff: Dichterknöpfe, Bühnenszenario mit Worten, Spiel und Musik
- 2014: Uraufführung Der Lange Atem, Oratorium für gemischten Chor, Gregorianische Männerschola, Sologesang, Orgel und Saxophon, Aachener Dom, mit Carmina Mundi, Domschola Aachen, Marco Fühner und Duo JATO mit Lutz Felbick.[8]

## Schriften
- Jazz und aktuelle Musik in Aachen. In: Tonarten einer Stadt – eine Zeitreise durch die Aachener Musikgeschichte, hrsg. von Lutz Felbick, (=Schriftenreihe Sammlung Crous; 11), Aachen 2018, ISBN 978-3-9817499-4-6, S. 202–263.
- The Real Book – Aachen Edition. Vol. 1, hrsg. von Stefan Michalke und Heribert Leuchter. Rotterdam 2022, ISBN 978-94-036-5362-4. 159 Seiten.